# Trauma Center (serie televisiva)
Trauma Center è una serie televisiva statunitense, prodotta nel 1983 dalla 20th Century Fox Television e nata come spin-off del telefilm  Professione pericolo .

Tra i protagonisti della serie, diretta da Don Medford, figurano James Naughton, Lou Ferrigno, Alfie Wise e Jack Bannon.
Della serie fu prodotta una sola stagione, per un totale di 13 episodi.

Negli Stati Uniti, la serie venne trasmessa sull'emittente televisiva ABC dal 22 settembre al dicembre del 1983. In Italia, andò in onda per la prima volta su Canale 5, per poi essere replicata da Tele Monte Carlo.

## Descrizione
Protagonista della serie è una squadra di medici e paramedici del "McKee General Hospital", pronti ad intervernire nelle situazioni più disparate ed estreme per tentare di salvare vite umane coinvolte in gravi incidenti, operando sempre sul filo del rasoio e dovendo compiere scelte talvolta difficili.

A capo della squadra vi è il Dott. Michael Royce detto "Cutter" (interpretato da James Naughton), medico chirurgo. Completano la squadra, oltre agli altri chirurghi dell'ospedale, i paramedici Buck Williams (Jack Bannon), che opera stando alla cabina di comando di un elicottero, John Six (Lou Ferrigno) e Sidney "Hatter" Pacelli (Alfie Wise).